# Михась Забейда-Сумицький
Михайло Забейда-Сумицький (14 червня 1900, с. Несцеровичі, Волковиський район Гродненської області, Білорусь — 21 грудня 1981, Прага) і — білоруський співак, педагог.

## Біографія

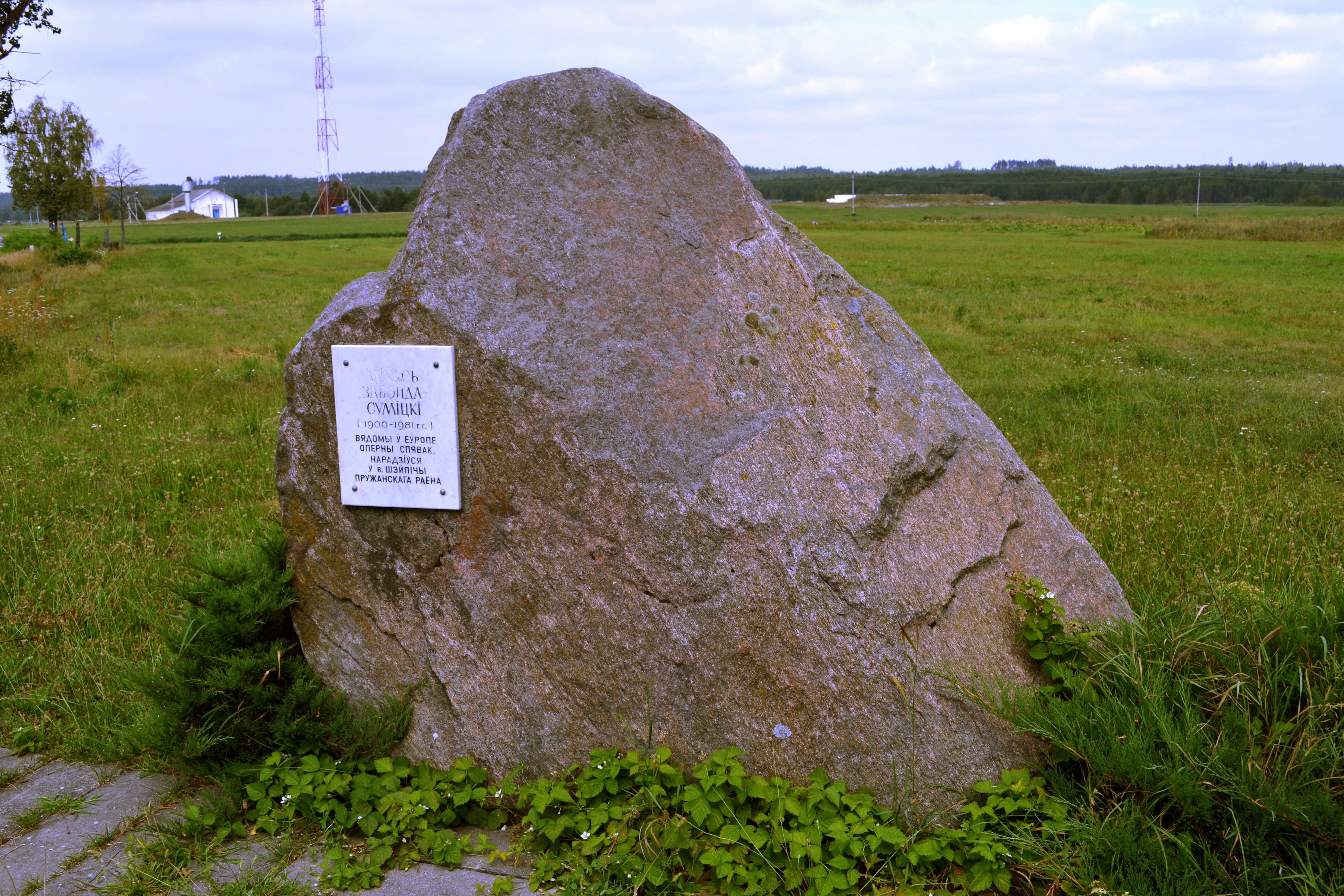
Місце народження Забейди-Сумицького. Село Шейпичі Пружанського району

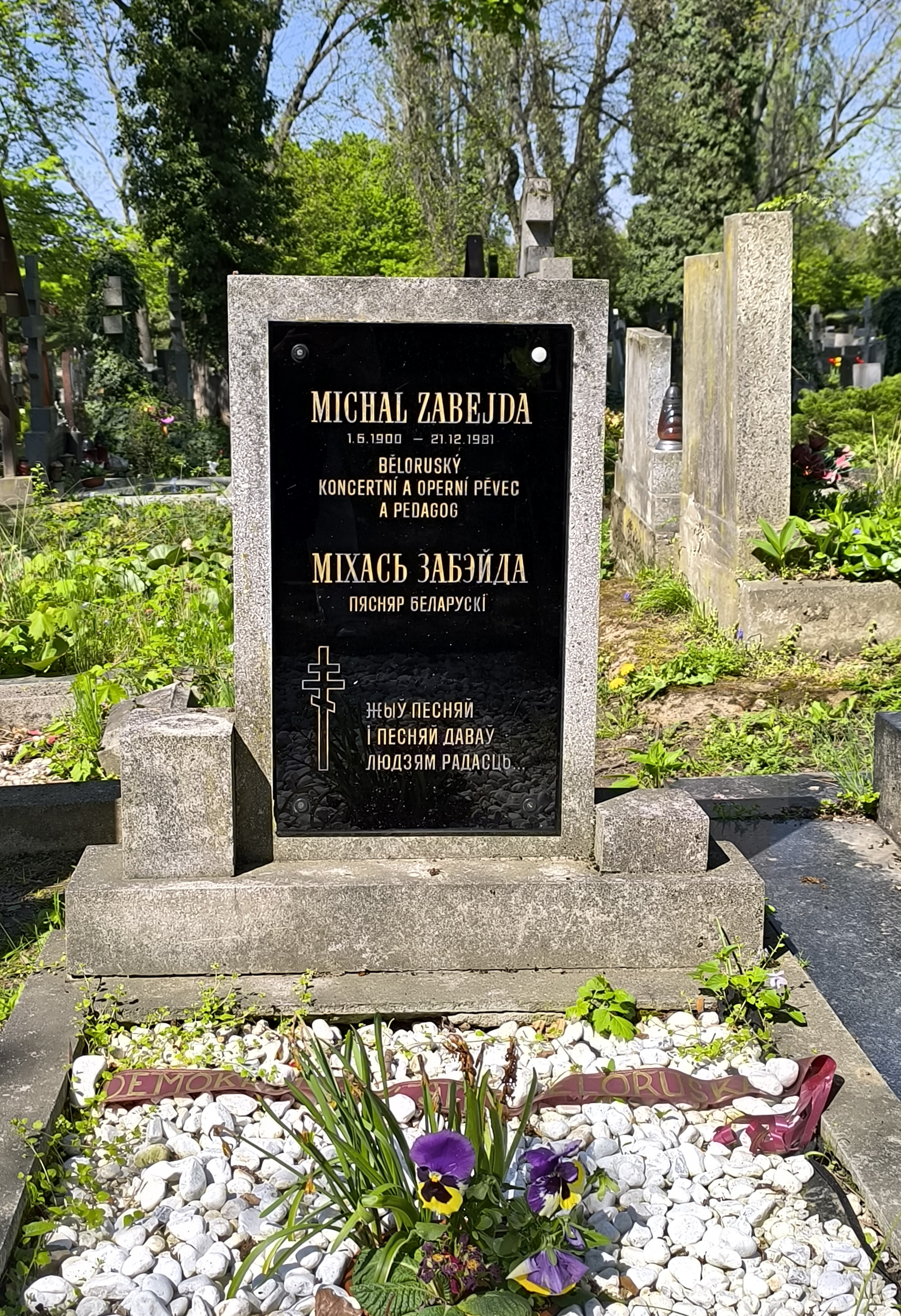
Михась Забейда-Сумицький - могила, православний цвинтар в Празі (Ольшани)

Народився співак 14 червня 1900 року, сам розповідав, в одному з трьох сіл — Шейпичі (нині Пружанський район), Падароськ або Несцеровичі (нині Волковиський район).
Подвійне прізвище (взяв уже у зрілому віці) у нього від батька — Івана (Яна) Андрійовича Забейди із села Несцеровичі, і матері — Олександри Феліксівни Сумицької із села Шейпичі. Дітей в сім'ї було семеро, але вижив тільки Михайло, брат Володя помер від туберкульозу в 22 роки. Коли Михайло мав півтора року, помер його батько. За розповідями селян, Іван Андрійович добре співав.
Років з 8-9 Михайло почав працювати в панському маєтку. Закінчив Зельзінську однокласну школу, потім двокласне церковно-приходське училище в Головчицях, яке закінчив у 1914 році.
Того ж 1914 року вступає до Молодечненської вчительської семінарії. Через рік, коли наближався фронт Першої світової війни, семінарія евакуювалася до Смоленська, куди переїхав також Михайло Забейда. Закінчив семінарію в 1918 році і поїхав працювати в Сибір, куди евакуювали матір.

### Сибір, Маньчжурія
1918–1920 рр. — робота вчителем у селі Усть-Калманське поблизу Барнаула. Створював хори та драматичні гуртки.
У 1920 році через війну Забейда-Сумицький опинився в Харбіні, на станції Вейшахе Китайської східної залізниці, потім — у Вейшахе. У Харбіні він почав вчитися музиці. Його вчителькою була Ю. К. Плотницька, колишня співробітниця Шаляпіна, хороша артистка і педагог. У 1929 році успішно закінчив юридичний факультет Харбінського російського університету. Однак жити без співу не зміг і замість пропонованого місця в асистентурі став солістом Харбинської опери. У цей час вже мав досвід і співу в дитячих хорах, і самостійного оволодіння музичними інструментами (скрипка, гітара, мандоліна, балалайка, губна гармошка). Дебютував в ролі Ленського в опері «Євгеній Онєгін» Петра Чайковського. За три роки, відданих Харбинській опері, він виконав 15 партій: Фауста у «Фаусті» Ш. Гуно, Альфреда у «Травіаті», Герцога в «Ріголетто», Володимира в «Князі Ігорі» О. Бородіна та інших, — а всього підготував п'ятнадцять партій, причому незмінно співав мовою оригіналу. При цьому ще працював у школі. Критика добре прийняла молодого співака, він повірив у себе, захотів удосконалити свої здібності і поїхав до Мілана.

### Італія
У 1932 році, отримавши візу, переїхав до Італії. Навчався у маестро Фернандо Карпі, який раніше конкурував з Карузо та іншими відомими співаками. Тут Михайло Забейда-Сумицький вперше почув Ф. Шаляпіна, познайомився з Леонідом Собіновим. Успішно виступав у Міланській опери, співав 16 мовами. Концертує в Міланській консерваторії, гастролює по Італії, виконує тенорові партії в операх «Травіата», «Ріголетто», «Севільський цирульник» на сцені «Ла Скала». Йому пророкували велике артистичне майбутнє.

### Польща
Але в цей час співак отримав з Шейпичів звістку, що його мати, з якою він не бачився 16 років, сильно хворіє і хоче його бачити. Так у 1935-му Михайло Іванович переїжджає до Західної Білорусі. Протягом 1935-1936 років М. Забейда-Сумицький виступає в білоруських містах (Ружани, Білосток, Барановичі, Брест, Гродно), по всій Польщі (Варшава, Познань) і далі, ширше — Литва, Латвія, Чехословаччина. Його перший концерт з нагоди приїзду на батьківщину стався в Ружанах, близьких із Шейпичами, рідним селом співака. У концерті серед класичних творів прозвучала і білоруська колискова, яку колись співала його мати.
На 1935–1936 роки уклав контракт з Познаньским оперним театром. Там співав все польською. Розширив свій репертуар новими операми: «Викрадення із Сералю» В. Моцарта, «Юлій Цезар» Г. Ф. Гендля, «Борис Годунов» М. П. Мусоргського та ін. Хоча протягом сезону він блищав у головних партіях опер «Галька» С. Монюшка, «Євгеній Онєгін» П. І. Чайковського та інших, стосунки директора опери з Михайлом Івановичем були не найкращі. Конфлікт виник на ґрунті національного питання: Михайло Забейда-Сумицький ніяк не хотів називати себе великим польським співаком, визнаючи тільки одне право — називатися білоруським. На його ролі частіше стали ставити поляків. З цієї причини на другий рік співак від подальшої співпраці з театром відмовився і переїхав до Варшави.
У 1936 році презентації класичного білоруського репертуару відбулися в культурній столиці краю — Вільнюсі — на запрошення Григорія Ширми. Тут Забейда-Сумицький познайомився з Максимом Танком. Спільні концерти М. Забейди і хору Г. Ширми відбулися: перший — в рамках вечора білоруської поезії та пісні 15 березня, другий — на святі «Дня білоруського культури» 13 грудня. «Віленські гастролі» Забейди пройщли і в 1937 році.
З 1937 працював солістом на Варшавському радіо. Займався активною концертною діяльністю, гастролював містами Польщі (в тому числі Західною Білоруссю), Латвії, Естонії. Крім класичного репертуару, М. Забейда-Сумицький обов'язково включав у кожен свій виступ народні пісні та вокальні твори білоруських композиторів. Польське радіо не хотіло пропускати білоруські пісні саме як білоруські, вони могли звучати тільки під назвою «поліські», «регіональні», «народні». Цензурування репертуару видатного співака не раз призводило до викреслювання з концертних програм «Лявоніхи», «Молодого дубочка» та інших, часто не залишаючи жодної білоруської пісні.
1938 рік став дуже плідним на численні радіоконцерти, гастрольні тури (Барановичі, Білосток, Брест, Гродно, Вільнюс, Ліда, Кам'янець, Соснівка). Білоруська частина концертів складалася з романсів і пісень Монюшко, Туренкова, Чуркіна, Аладова, Галковського, Гречанинова, Казури. Радіовиступи Забейди-Сумицького транслювалися в Парижі, Празі, Нью-Йорку , Лондоні та інших містах.
Саме в цей період співакові вдалося налагодити в польському відділенні фірми «Odeon» запис першої з ряду грамплатівок з обробками білоруських народних пісень «Молодий дубочок», «Чому ж мені не співати», «Летить сорока», «Кінь біжить, земля дрижить», «Щука, риба в морі», «Ой, рано-рано кури заспівали», «Горобина-рябиночка», «Як померла матінка», «Ой, у лісі, лісі», «Лявониха». Однак вже з кінця 1938 року його національно-просвітницька діяльність дедалі більше обмежувалася польською владою. У грудні був заборонений концерт співака у Вільнюсі. Виступ вдалося організувати в університетській «Залі Снядецьких» тільки за допомогою Білоруського студентського союзу Університету імені Стефана Баторія, який використовував право «екстериторіальності» вільнюського університету. Напередодні Другої світової війни концертна діяльність М. Забейди-Сумицького на території польської держави припинилася.
У 1939 планувалося турне співака по Європі і Америці, але завадив початок військових дій, які почалися з бомбардувань в першу чергу Варшави. Під час бомбардувань гітлерівцями Варшави Михайло Забейда був контужений. Двоюрідний брат співака Йосип Урбанович з одним зі своїх товаришів пробрався через оточення і намагався вивести Забейду-Сумицького з Варшави, але той був настільки хворий, що не зміг йти з ними. Там він прожив до травня 1940 року.
Навесні, отримавши запрошення від Народного театру з Праги, переїхав туди.

### Чехія
З травня 1940 року і до кінця життя рідним містом для нього волею долі стала Прага. М. Забейду-Сумицького запрошують на постійну роботу в Національний театр. 12 жовтня 1940 року відбувся перший концерт білоруського співака в Празі. Він змушений був виступати, не маючи засобів до життя. Пізніше ще викладав спів у музичній академії.
А репертуар М. Забейди-Сумицького на той час вже становила і світова класика (Моцарт, Шуберт, Бетховен, Чайковський, Монюшко), і твори чеських композиторів (Дворжак, Новак, Сметана), і своїх співвітчизників (Микола Аладов, Костянтин Галковський, Григорій Пукст, Олексій Туранков, Микола Чуркін), і білоруський та український фольклор. Він співав 16 мовами, а протягом одного концерту нерідко виконував пісні десятьма мовами, причому ніколи не дозволяв собі заглядати в тексти.
Але Берлін дивився на торжество М. Забейди інакше. Співакові запропонували як білорусові очолити білоруські радіопередачі з Берліна на Радянський Союз (тоді Німеччина вже розпочала війну з СРСР). Михайло Іванович відмовився.
У 1944 останній під час війни концерт був у Вільнюсі в Міському театрі. Після повернення до Праги був викликаний у гестапо за доносом, що Михайло Іванович — більшовицький агент. Навіть видали розпорядження виселити співака з Праги як небажану особу. Але здоров'я співака сильно погіршилося, за допомогою лікарів він потрапив до лікарні, хоча гестапівці забрали його і звідти. Сидів в Пічковому палаці — «гнізді гестапо», в Панкрацькій в'язниці, врешті-решт опинився в Бенешеві. Звинувачувався в тому, що співав російські та білоруські твори. Був звільнений звідти у 1945 з приходом Червоної армії. І відразу ж МДБ відкрило на нього політичну справу, звинувачуючи у співпраці з фашистами. Звинувачення було офіційно скасовано лише в 1950 році.
Після війни уславлений майстер сцени залишається жити в Чехословаччині, виступає з концертами, записується у студіях, займається викладацькою діяльністю.

### Останні роки життя
Тільки один раз, під час хрущовської відлиги в 1963, його запросили до БРСР. Його опікуни дбали, щоб у касах практично не було квитків, і тоді в напівпорожні зали приводили солдат строкової служби. І все-таки це був просто фурор: концерту в Мінську, Гродно, Волковиську, Слонімі, Ліді, Барановичах, Вітебську, Могильові, Гомелі.
У жовтні 1965 митець їздив на Білосточчину на запрошення Головного правління Білоруського суспільно-культурного товариства (БСКТ) у Польщі з метою проведення концертів у білоруському середовищі. Співак приїхав зі своїм акомпаніатором чехом Зденеком Кожином. У концертному залі Варшавської філармонії з фахівцями «Польських награнь» і акомпанементом знаменитої Лодзінської капели мандоліністів під керівництвом Едуарда Цюкши записували грамплатівки білоруських народних пісень у виконанні Забейди на замовлення керівництва БСКТ.
Важко і довго хворів. У Празі його відвідували: Максим Танк, Янка Бриль, Володимир Короткевич, Олег Лойко, А. Гарадицький, Сергій Граховський. Він листувався з Янкою Брилем, Володимиром Короткевичем, Нілом Гілевичем. І весь час мріяв про Білорусь, хотів дожити віку на рідній землі. Не дозволили.
Помер у Празі 21 грудня 1981 року. Похований на празькому Ольшанському кладовищі поряд з Петром Кречевським і Василем Захарком — президентами Білоруської Народної Республіки. На могилі пам'ятник з написом чеською і білоруською мовами.
Свій багатий архів він разом з бібліотекою заповів Білорусі. Зараз кілька тисяч документів, пов'язаних з життям і творчістю Забейди, зберігаються в Білоруському державному архіві літератури і мистецтва. Велика колекція грампластинок і магнітофонних записів з піснями, романсами, аріями у виконанні Забейди-Сумицького білоруською, російською, чеською, українською, польською, німецькою, італійською, іспанською, фінською та англійською мовами зберігаються у фондах Білоруського державного архіву кінофотофонодокументів (БДАКФФД).

## Пам'ять
На честь Забейди-Сумицького названа вулиця в Молодечно, де майбутній співак закінчив учительську семінарію.